# Peter Gidal
Peter Gidal (* 1946) ist ein britischer Filmtheoretiker und Regisseur von Avantgardefilmen.

## Leben und Werk
Peter Gidal wurde 1946 geboren und wuchs in der Schweiz und in Mount Vernon, New York auf. Er studierte von 1964 bis 1968 Theaterwissenschaft, Psychologie und deutsche Literaturwissenschaft an der Brandeis University in Massachusetts, bevor er 1966 bis 1967 an der Ludwig-Maximilians-Universität München eingeschrieben war. Am Royal College of Art in London setzte er bis 1971 sein Studium fort, um dort anschließend bis 1984 als Hochschullehrer für Filmwissenschaft tätig zu sein.
Seit 1966 dreht Gidal Filme. Er hat in den Zeitschriften „Studio International“, „Screen“, „October“ und „Undercut“ Texte veröffentlicht und mehrere Bücher verfasst. Peter Gidal gehört zu den Filmemachern des „Structural/Materialist Film“.
Der bekannteste Film von Gidal ist Room Film 1973, der 1974 auf dem 5. Experimentellen Filmfestival im belgischen Knokke und 1977 auf der documenta 6 in Kassel gezeigt wurde.

## Mitgliedschaften
Peter Gidal ist seit 1969 aktives Mitglied der London Film-Makers' Co-op, die nach dem Vorbild der Film-makers’ Cooperative in New York City gegründet wurde. Weitere Mitglieder sind Malcolm Le Grice, Michael „Atters“ Attree, Annabel Nicolson, Lis Rhodes, Gill Eatherley, Roger Hammond, Sandra Lahire, David Crosswaite und William Raban. 1975 war Gidal Mitbegründer der „Film-makers' Association“ und von 1978 bis 1981 Mitglied des „British Film Institute Production Board“.

## Filmografie
- 2002 Volcano
- 1997 Assumption
- 1997 No Night No Day
- 1992 Flare Out
- 1988 Guilt
- 1983 Close Up
- 1980 Action At A Distance
- 1978 4th Wall
- 1978 Epilogue
- 1978 Untitled
- 1977 Kopenhagen 1930
- 1977 Silent Partner
- 1975 Conditions Of Illusion
- 1974 C/O/N/S/T/R/U/C/T
- 1973–1974 Film Print
- 1973 Photo/Graph/Film
- 1973 Room Film 1973
- 1972 Movie No.1
- 1967–1972 Upside Down Feature
- 1971 8 mm Film Notes On 16 mm

## Ausstellungen
Gidals Filme wurden gezeigt in der Tate Gallery of Modern Art, der Hayward Gallery und dem Edinburgh International Film Festival. Retrospektiven fanden 1983 im Institute of Contemporary Arts und 1996 im Centre Georges Pompidou in Paris statt. Beteiligt war Gidal an Gruppenausstellungen 1975 im Museum of Modern Art, New York, des Royal Belgium Film Archive and Cinematheque und 1976 Arte Inglese Oggi: 1960-76 Palazzo Reale, Mailand.

## Auszeichnungen
- 1976 Stipendium des British Arts Council
- 1975 Stipendium des British Film Institute
- 1974 Prix de la Recherche